# Rezovac
Rezovac is een plaats in de gemeente Virovitica in de Kroatische provincie Virovitica-Podravina. De plaats telt 1341 inwoners (2001).